# Czarna Cerkiewna
Czarna Cerkiewna (białorus. Чорная Царкоўная) – wieś w Polsce położona w województwie podlaskim, w powiecie siemiatyckim, w gminie Grodzisk.

## Opis
Według Pierwszego Powszechnego Spisu Ludności z 1921 roku Czarna Cerkiewna była wsią liczącą 33 domy i zamieszkałą przez 152 osoby (91 kobiet i 61 mężczyzn). Większość mieszkańców miejscowości (116 osób) zadeklarowała wyznanie prawosławne, pozostali podali wyznanie rzymskokatolickie (36 osób). Podział religijny mieszkańców wsi odzwierciedlał ich strukturę narodowościowo-etniczną, gdyż większość stanowili mieszkańcy narodowości białoruskiej (114 osób); pozostali zgłosili kolejno: narodowość polską (36 osób) i narodowość rosyjską (2 osoby). W okresie międzywojennym miejscowość znajdowała się w powiecie bielskim.
W latach 1975–1998 miejscowość administracyjnie należała do województwa białostockiego.
Przez miejscowość przepływa Czarna, rzeka dorzecza Bugu.

## Religia
Czarna Cerkiewna jest siedzibą prawosławnej parafii Opieki Matki Bożej.
We wsi jest zabytkowa cerkiew prawosławna pod wezwaniem Opieki Matki Bożej wybudowana w latach 1900-1901, (nr rej.:A-841 z 30.07.1998) oraz cmentarz prawosławny założony w 1870. 
Natomiast wierni kościoła rzymskokatolickiego należą do parafii Świętych Apostołów Piotra i Pawła w Dołubowie.